# Санагаста (департамент)
Департамент Санагаста  (исп. Departamento de Sanagasta) — департамент в Аргентине в составе провинции Ла-Риоха.
Территория — 1711 км². Население — 2345 человек. Плотность населения — 1,40 чел./км².
Административный центр — Вилья-Санагаста.

## География
Департамент расположен в центральной части провинции Ла-Риоха.
Департамент граничит:
- на севере — с департаментом Сан-Блас-де-лос-Саусес
- на северо-востоке — с департаментом Кастро-Баррос
- на юго-востоке — с департаментом Ла-Риоха
- на юго-западе — с департаментом Чилесито
- на западе — с департаментом Фаматина

## Важнейшие населенные пункты[2]
| № | Населённый пункт | Населённый пункт (исп.) | Категория | Население чел. (2010) | На карте                        |
| - | ---------------- | ----------------------- | --------- | --------------------- | ------------------------------- |
| 1 | Вилья-Санагаста  | Villa Sanagasta         | город     | 2275                  | 29°17′16″ ю. ш. 67°01′12″ з. д. |